# Несом, Гай Лейн
Гай Лейн Не́сом (англ. Guy Lane Nesom; род. 1945) — американский ботаник-систематик, специалист по систематике сложноцветных.

## Биография
Родился в Колорадо-Спрингс. Учился в Дэвидсонском колледже в Северной Каролине, окончил его в 1967 году. В 1970 году получил степень магистра в Университете Северной Каролины.
В 1980 году Несом защитил диссертацию доктора философии, в которой рассматривал систематику видов Erigeron, семена которых лишены хохолка. Преподавал в Стрэтфордском университете, затем в Колледжа штата в Мемфисе.
Работал куратором Гербария Ланделла в Техасском университете в Остине.
Основная область научной деятельности — систематика североамериканских видов Astereae, главным образом — флора рода Erigeron США и Мексики. Автор свыше 300 публикаций. Редактор журналов Sida и Phytologia.

## Некоторые научные публикации
- Nesom, G. L. A revision of the Epappose species of Erigeron (Asteraceae-Astereae). — 1980. — 324 p.
- Nesom, G. L. Subtribal classification of the Astereae (Asteraceae) // Phytologia. — 1994. — Vol. 76(3). — P. 193—274.
- Nesom, G. L. Generic conspectus of the tribe Astereae (Asteraceae) in North America and Central America, the Antilles, and Hawaii. — 2000. — 100 p.

## Роды растений, названные в честь Г. Несома
- Nesomia B.L.Turner, 1991
- Neonesomia Urbatsch & R.P.Roberts, 2004
- Guynesomia Bonif. & G.Sancho, 2004